# Prepops zonatus
Prepops zonatus är en insektsart som först beskrevs av Knight 1926.  Prepops zonatus ingår i släktet Prepops och familjen ängsskinnbaggar. Inga underarter finns listade i Catalogue of Life.